# Ichthyoxenus puhi
Ichthyoxenus puhi är en kräftdjursart som först beskrevs av Bowman 1962.  Ichthyoxenus puhi ingår i släktet Ichthyoxenus och familjen Cymothoidae. Inga underarter finns listade i Catalogue of Life.